# Ngọc Hà, Hà Nội
Ngọc Hà là một phường thuộc thành phố Hà Nội, Việt Nam.

## Địa lý
Phường Ngọc Hà có vị trí địa lý:
- Phía Đông tiếp giáp phường Ba Đình (ranh giới đi theo ngõ 55 đường Hoàng Hoa Thám - ngõ 158 phố Ngọc Hà - ngõ 135 Đội Cấn - phố Đội Cấn - phố Giang Văn Minh - phố Kim Mã).
- Phía Tây tiếp giáp phường Nghĩa Đô (ranh giới đi theo đường Vành đai 2 - sông Tô Lịch).
- Phía Nam tiếp giáp phường Giảng Võ (ranh giới đi theo phố Phan Kế Bính - Liễu Giai - Đào Tấn - Kim Mã).
- Phía Bắc tiếp giáp phường Tây Hồ (ranh giới đi theo đường Hoàng Hoa Thám)

## Lịch sử
Xưa kia, nơi đây là phần đất của thập tam trại – mười ba làng bao quanh hồ Tây, chuyên sản xuất những nhu yếu phẩm cung cấp cho kinh thành Thăng Long trước kia: Ngọc Hà, Thụy Khuê,... Địa bàn của phường Ngọc Hà ngày nay tương ứng với các làng Ngọc Hà, Hữu Tiệp, Đại Yên, nổi tiếng với nghề trồng hoa và làm thuốc nam. Trong đợt khai quật hoàng thành Thăng Long, các nhà khảo cổ đã tìm thấy dấu tích một con sông cổ chảy ngang qua kinh thành theo hướng Đông – Tây, về phía làng Ngọc Hà xưa, và họ cho rằng đây là con sông mang tên sông ngọc (Ngọc Hà), làm nên tên làng Ngọc Hà.
Cuối thế kỷ 19, chính quyền thực dân Pháp chiếm một phần đất của làng Ngọc Hà để xây dựng Phủ Toàn quyền và Vườn hoa Bách Thảo. Do ở gần Phủ Toàn quyền nên ở đầu phố Ngọc Hà có một đồn lính khố xanh làm nhiệm vụ bảo vệ an ninh vùng ven của Phủ.
Ngày 21 tháng 12 năm 1974, UBND TP. Hà Nội ban hành Quyết định về việc thành lập tiểu khu Ngọc Hà thuộc khu phố Ba Đình.
Tháng 12 năm 1978, UBND TP. Hà Nội ban hành Quyết định về việc sắp xếp tiểu khu Ngọc Hà thuộc khu phố Ba Đình.
Năm 1980, tiểu khu Ngọc Hà thuộc khu phố Ba Đình.
Ngày 3 tháng 1 năm 1981, Hội đồng Chính phủ ban hành Quyết định số 3-CP về việc thống nhất tên gọi các đơn vị hành chính ở nội thành, nội thị.
Ngày 10 tháng 6 năm 1981, UBND TP. Hà Nội ban hành Quyết định về việc:
- Đổi tên khu phố Ba Đình thành quận Ba Đình.
- Thành lập phường Ngọc Hà thuộc quận Ba Đình trên cơ sở 2 tiểu khu: Ngọc Hà, Đại Yên và thôn Vĩnh Phúc 3 của tiểu khu Vĩnh Phúc.

Ngày 5 tháng 1 năm 2005, Chính phủ ban hành Nghị định số 02/2005/NĐ-CP về việc thành lập phường Liễu Giai trên cơ sở 52,88 ha diện tích tự nhiên và 13.415 nhân khẩu của phường Cống Vị; 19,90 ha diện tích tự nhiên và 5.226 nhân khẩu của phường Ngọc Hà.
Sau khi điều chỉnh, phường Ngọc Hà còn lại 80,10 ha diện tích tự nhiên và 16.774 nhân khẩu.
Tính đến ngày 31/12/2024, phường Ngọc Hà có diện tích 0,82 km² và quy mô dân số là 21.623 người.
Ngày 16 tháng 6 năm 2025, Quốc hội Việt Nam quyết định sắp xếp toàn bộ diện tích tự nhiên, quy mô dân số của phường Vĩnh Phúc, phường Liễu Giai, một phần diện tích tự nhiên, quy mô dân số của các phường Cống Vị, Kim Mã, Ngọc Khánh, phường Đội Cấn và phường Ngọc Hà  và một phần phường Nghĩa Đô (Cầu Giấy) sau khi sắp xếp theo quy định tại khoản 3 Điều này thành phường mới có tên gọi là phường Ngọc Hà.

## Văn hóa

### Làng Ngọc Hà
Ngọc Hà có ngôi đình ở phía Đông Bắc làng, chính giữa một hồ nước, rộng trên một bán đảo, cách Vườn Bách Thảo một con đường cái.

### Làng Hữu Tiệp
Làng Hữu Tiệp nằm sát đường Hoàng Hoa Thám, ở phía Bắc làng Ngọc Hà. Làng nghề chính của làng Hữu Tiệp là trồng hoa. Hai làng Hữu Tiệp – Ngọc Hà bằng một tên chung: Trại Hàng Hoa.

### Làng Đại Yên
Đại Yên cũng là một làng nằm trong khu vực Thập tam trại. Làng tiếp giáp đường Hoàng Hoa Thám (Đường Thành cũ) về phía Bắc, làng Ngọc Hà, Hữu Tiệp về phía Đông, làng Vĩnh Phúc về phía Tây và đường Quần Ngựa (hay Đường Mới, tức phố Đội Cấn) về phía Nam.

## Giao thông
- Đội Cấn
- Hoàng Hoa Thám
- Hùng Vương
- Ngọc Hà